# Какофонія
Какофо́нія (від грец. kakós ‘поганий’ і дав.-гр. φωνή ‘звук’) — немилозвучне сполучення звуків, що справляє естетично негативне враження (у музиці, віршах).
Цей термін частіше використовується стосовно музики, причому не завжди об'єктивно. Відомий трагічний приклад вживання цього терміна у статті «Сумбур замість музики», де ним охарактеризована опера «Катерина Ізмайлова» Д. Шостаковича:

| Якщо композиторові трапляється потрапити на доріжку простої і зрозумілої мелодії, то він негайно, немов злякавшись такого лиха, кидається в нетрі музичного сумбуру, що місцями перетворюється в какофонію. |
Іноді цей термін може використовуватись і в переносному значенні, наприклад у стосунку до архітектурних «шедеврів» у словосполученні «застигла какофонія»